# موئیری ۱
موئیری ۱ (انگلیسی: Peștera Muierilor), "Peștera Muierilor» یا «Peștera Muierii» (زبان رومانیایی برای «غار زنان» یا «غار زن»)، یک سیستم غار استادانه است که در Baia de Fier commune، شهرستان گورژ، رومانی. حاوی بقایای فراوان و همچنین جمجمه انسان است. جمجمه تاریخ‌گذاری رادیوکربن تا ۸۰۰ ± ۳۰۱۵۰ است که نشان دهنده سن مطلق بین ۴۰۰۰۰ تا ۳۰۰۰۰ پیش از امروز است.